# Tết-offenzíva
A Tết-offenzíva az észak-vietnami hadsereg és a vietkongok által indított átfogó katonai támadássorozat volt a vietnámi háború alatt, amely 1968. január 30-án kezdődött Dél-Vietnám területén. A támadás eredetileg a vietnámi újév (Tết Nguyên Đán) napjára volt időzítve, de korán, január 30-án a hajnali órákban elindították az I. és II. Hadtest Műveleti Zónában, lehetőséget adva az amerikai és dél-vietnámi erőknek a védekezésre való felkészülésre. Az offenzíva fő hulláma január 31-én kezdődött, és az egész országra kiterjedt; több mint 80 000 észak-vietnami és vietkong katona támadott meg több mint 100 települést, köztük 36 tartományi székhelyet, öt autonóm várost, 72 körzetközpontot, valamint Dél-Vietnám fővárosát, Saigont. Ez az offenzíva a háború addigi legnagyobb katonai művelete volt.
Hanoi reményei szerint a támadás tömeges felkelést váltott volna ki, és a dél-vietnámi kormány összeomlásához vezetett volna. Bár a kezdeti támadások váratlanul érték a szövetséges erőket, akik átmenetileg elvesztették az irányítást több város felett, gyorsan visszaszerezték pozícióikat, visszaverték a támadásokat, és súlyos veszteségeket okoztak az északi erőknek. A várt népi felkelés azonban nem következett be. A Huế-i csatában hónapokon át tartó intenzív harcok pusztították el a várost, és az ottani megszállás idején a vietkongok több ezer ember kivégzésével hajtották végre a Huế-i mészárlást. Khe Sanh amerikai harcálláspont környékén pedig további két hónapon át folytatódtak a harcok.
A Tết-offenzíva katonai értelemben vereséget jelentett Észak-Vietnám számára, mivel sem felkelések, sem jelentős katonai dezertálások nem történtek Dél-Vietnamban. Az offenzíva azonban komoly politikai következményekkel járt, különösen az amerikai közvélemény és a nemzetközi megítélés szempontjából. William Westmoreland tábornok bejelentette, hogy az észak-vietnami erők legyőzéséhez további 200 000 amerikai katonára lenne szükség, ami sok háborúpárti támogató számára is jelezte, hogy a jelenlegi stratégia átgondolásra szorul. Az amerikai közvélemény megdöbbenéssel fogadta az offenzívát, mivel addig politikai és katonai vezetőik azt az üzenetet közvetítették, hogy az északiak gyengülőben vannak, és képtelenek ilyen nagy szabású támadás végrehajtására. A Tết-offenzíva hatására csökkent az amerikai közvélemény támogatása a háborúval kapcsolatban, részben az áldozatok és a sorozási igények növekedése miatt. Az offenzíva következményeként a Johnson-kormányzat tárgyalásokat kezdeményezett a háború lezárására. Az 1968-as amerikai elnökválasztás előtt Richard Nixon republikánus elnökjelölt és korábbi alelnök arra ösztönözte Nguyễn Văn Thiệu dél-vietnámi elnököt, hogy mutasson ellenállást a béketárgyalásokkal szemben, így kétségbe vonva Johnson kormányának képességét a béke megteremtésére.
A „Tết-offenzíva” kifejezés jellemzően az 1968. január-februári támadássorozatra utal, de időnként ide sorolják a májusi úgynevezett „Mini-Tết” offenzívát, az augusztusi III. Fázis offenzívát, illetve az első támadáshullámot követő 21 hetes intenzív harcokat is.

## Háttér
Az 1960-as évek végén a vietnami háborúban résztvevő összes állam korszerű fegyverzettel rendelkezett. Az USA 1968 elejére több mint félmillió katonára növelte hadseregének létszámát. Ennek ellenére nem sikerült legyőzni a vietkong gerillákat, mivel Észak-Vietnamot a Kínai Népköztársaság és a Szovjetunió fegyverszállításokkal támogatta.
1968-ban az újévet Észak-Vietnamban január 29-én, Dél-Vietnamban pedig január 30-án ünnepelték. A különbség oka az volt, hogy az előbbinél az +7 órás időzóna, az utóbbinál pedig a pekingi hosszúsági fok volt az irányadó.

## A támadás
A vietkongok január 30-i és az azt követő napokban végrehajtott támadása teljesen váratlanul érte a dél-vietnamiakat és az amerikaiakat, különösen mivel sok dél-vietnami katona szabadságon volt. Az észak-vietnami hadsereg nem sokkal korábban támadást indított a demilitarizált övezet közelében lévő Khe Sanh-i amerikai támaszpont ellen, ezért sok ezer amerikai elit katonát telepítettek oda, hogy megvédjék magukat, mivel az amerikai katonai vezetés egy második Điện Biên Phủ-től tartott. A támadás a legszélesebb fronton, több mint 80 ezer katonával és több mint 100 helyen zajlott egyszerre. A vietkongnak többek között sikerült elfoglalnia Huế régi császárvárosát és elfoglalni az ottani fellegvárat (Huế-i csata). Ugyanakkor a sokkoló csapatok nagy propagandahatással megtámadták a Saigon központjában lévő amerikai nagykövetséget, de nem tudták elfoglalni. Sokkal erősebb támadásokat hajtottak végre Saigonban és környékén a repülőtér és William Westmoreland tábornok és a dél-vietnami hadsereg főhadiszállása ellen. A Viettkong és szövetségeseik rendkívüli brutalitást alkalmaztak a dél-vietnami kormány vélt támogatóival szemben. Csak Huế városában 2000-6000 embert végeztek ki a Viettkong uralmának három hete alatt, köztük külföldi orvosokat, papokat és gyerekeket. A később megtalált halottak egy részét megcsonkították, másokat nyilvánvalóan élve eltemettek.
Az amerikaiaknak csak rövid időre volt szükségük ahhoz, hogy összeszedjék magukat és visszavágjanak. Már másnap reggel 5000 emberrel megtámadták az észak-vietnamiakat és öt napon belül az észak-vietnami csapatokat visszaverték. A harcok Huếban nehezebbek, hosszabbak és költségesebbek voltak, de itt is egy jó hónap után az észak-vietnamiak és a Viettkong visszavonulásával értek véget.

## Utóhatások
A Huếnál és a Saigonban és környékén végrehajtott felzárkózási műveletek kivételével az offenzíva első hulláma február második hetére véget ért. Az USA becslése szerint az első szakaszban (január 30. - április 8.) körülbelül 45 000 PAVN/VC katona halt meg és ismeretlen számú sebesült meg. Ezt a számadatot évek óta túlzottan optimistának tartják, mivel ez a csatában részt vevő erők több mint felét jelentette. Stanley Karnow azt állítja, hogy 1981-ben Hanoiban megerősítette ezt a számot. Maga Westmoreland kisebb számú ellenséges sebesültet állított, becslése szerint ugyanebben az időszakban 32 000 PAVN-katonát öltek meg és további 5800-at ejtettek fogságba. 2788 halottat, 8299 sebesültet és 587 eltűntet szenvedtek el a dél-vietnamiak. Az amerikai és más szövetséges erők 1536 halottat, 7764 sebesültet és 11 eltűntet szenvedtek.

## Az amerikai közvélemény
Az amerikai közvélemény a Tết-offenzívát követően megrendült, mivel az amerikai katonai és politikai vezetők korábban győzelem közeli helyzetet kommunikáltak. A támadás intenzitása és a vártnál nagyobb amerikai veszteségek jelentősen csökkentették a háború támogatottságát, és növekvő nyomást gyakoroltak a béketárgyalások felé. Ezzel szemben a szovjet és kínai közvélemény, valamint vezetés támogatta Észak-Vietnám céljait, a támadást pedig az amerikai befolyás elleni hősies ellenállásként értékelték, ami növelte a szocialista blokk lakosainak szolidaritását.